# فلوريت
الفلوريت (وأيضاً يسمى فلورسبار) هو معدن مكون من فلوريد الكالسيوم، CaF2.

## التواجد
الفلوريت يتواجد في عروق مختلطاً مع معادن فلزية.
ومعدن الفلوريت يتواجد بكثرة في ألمانيا، النمسا، سويسرا، إنجلترا، النرويج، المكسيك، مقاطعة أونتاريو (كندا). أما في الولايات المتحدة فيتواجد في ولايات ميزوري، أوكلاهوما، إلينوي، كنتاكي، كولورادو، نيومكسيكو، أريزونا، أوهايو، نيوهامبشر، نيويورك، وتكساس.

## استخداماته
- للزينة
- في صناعة الصلب
- في صناعة الزجاج المتأبل (المتلألئ مثل الأوبال وتغير ألوانه).
- صناعة الطلاء الزجاجي لقدور الطهي.
- صناعة حمض الهيدروفلوريك
- صناعة العدسات فائقة القدرة للتلسكوبات وآلات التصوير كبديل للزجاج.

الفلورايت له معامل تشتيت بالغ الانخفاض مما يجعل حيود انحراف الضوء فيه أقل بكثير من الزجاج العادي. تلك الخاصية في التلسكوبات تجعل صور الأجرام السماوية أكثر وضوحاً هشاً حتى عند مستويات تكبير عالية.

## معرض

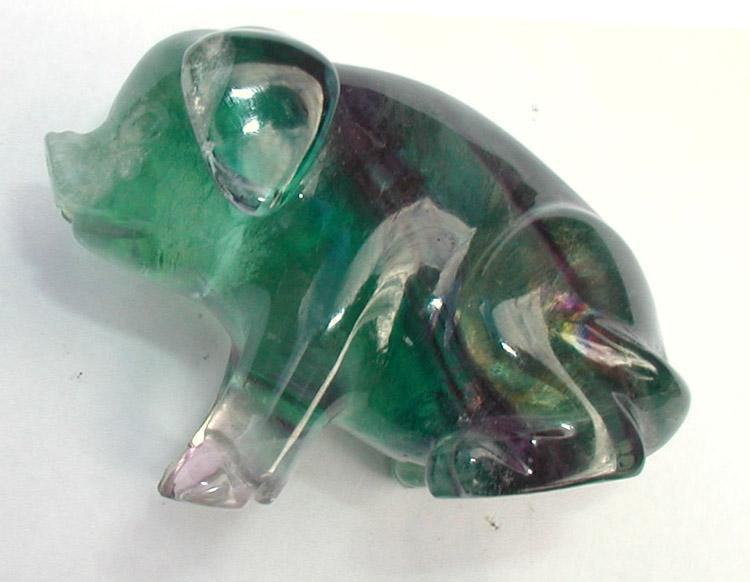
خنزير منحوت من الفلورايت طوله 5 سم.
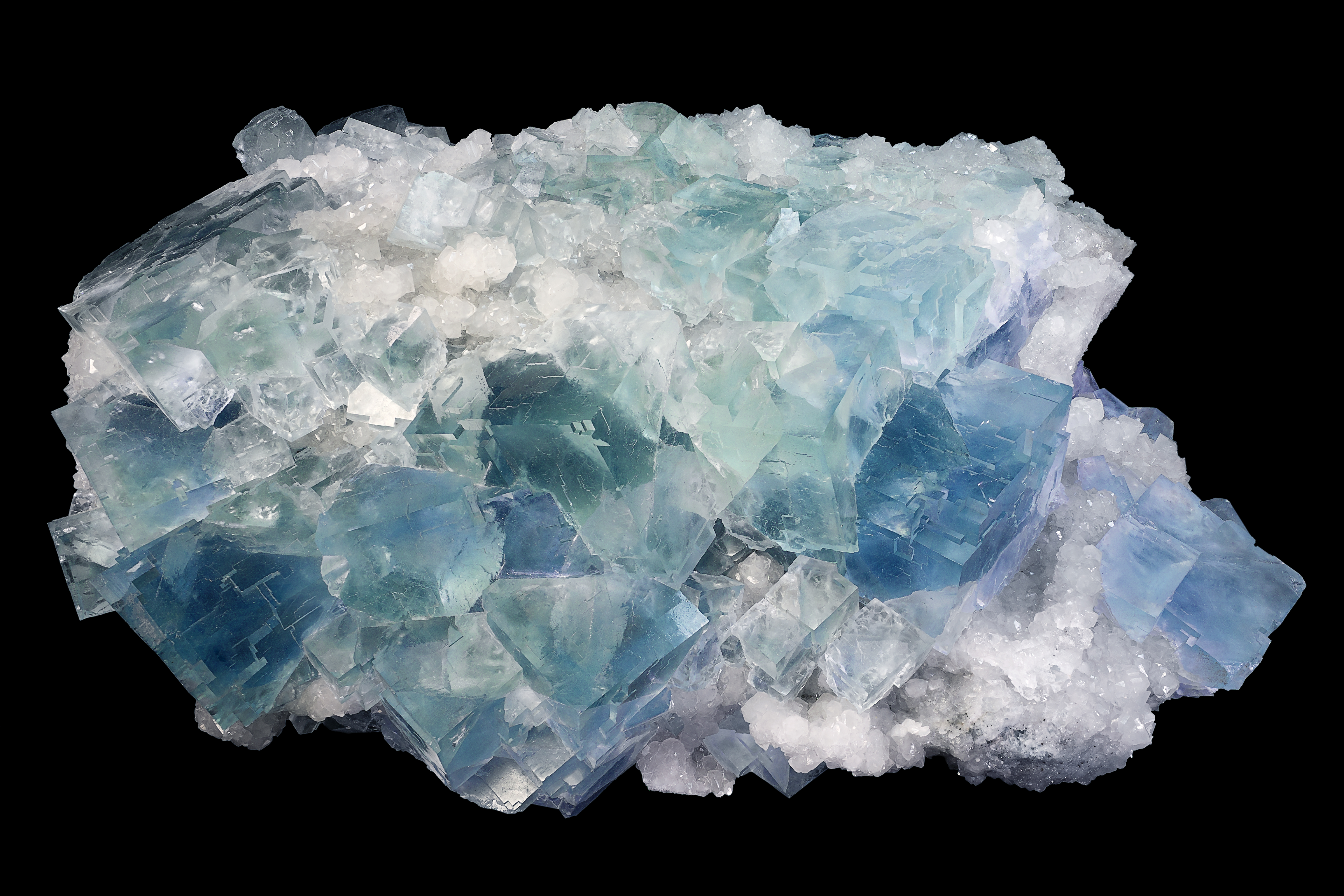
معدن الفلورايت
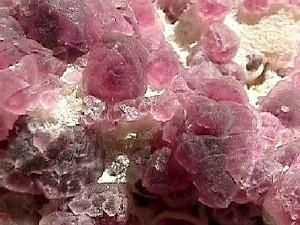
بلورات فلورايت ثماني الأسطح من نيو مكسيكو، بالولايات المتحدة.
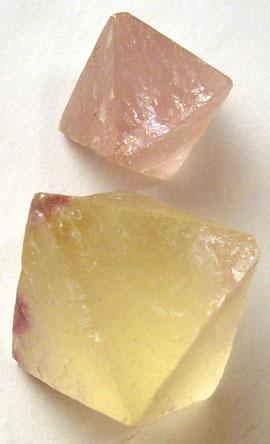
فلورايت منفلق ثماني الأسطح.